# Deseterac
Deseterac (v české odborné literatuře často i desaterac) je pojem z oblasti prozódie, označující nerýmovaný desetislabičný verš (tedy dekasylab, desetislabičník), který je tvořen pěti zpravidla trochejskými stopami s mezislovním předělem po 4. slabice.
Tento verš byl typický především pro lidovou jihoslovanskou epiku, ale vyskytoval se i v milostné poezii, např. v takzvaných sevdalinkách.
Ukázkou poezie využívající tento druh verše je např. text srbské vlastenecké písně z první světové války „Ko to kaže, Srbija je mala”.
V české literatuře se deseterac vyskytl ojediněle, a použití v Rukopisu zelenohorském a v některých písních Rukopisu královédvorského (Čestmír a Vlaslav, Záboj, Jelen) je proto ve sporu o Rukopisy uváděno jako argument proti jejich vzniku ve 13. až 14. století.